# Alej břestovce západního v Praze
Alej břestovce západního v Praze je uliční stromořadí, které bylo vysazeno na Vinohradech v ulici Lužická v celé její délce – od ulice Budečská po ulici Kladská.

## Základní údaje
Alej čítá 80 stromů břestovce západního (Celtis occidentalis) původem ze Severní Ameriky, které jsou podél ulice vysazeny ve dvou řadách. Jejich koruny se proplétají a tvoří mohutnou klenbu. Klenba povrch vozovky zastiňuje a výrazně ochlazuje až o několik stupňů, zejména v horkých letních dnech.

## Historie
Roku 2011 bylo stromořadí navrženo do ankety Alej roku, pořádané sdružením Arnika; titul však nezískalo. Znovu bylo navrženo v roce 2015, ale opět neuspělo.
Technická správa komunikací hl. m. Prahy rozhodla roku 2019 pokácet 22 stromů pro jejich špatný zdravotní stav, zadaná studie pěstebních opatření doporučila vykácet celou alej – všech 86 stromů s jejich výměnou za stromy nové, ale jiného druhu. Po protestech obyvatel se TSK rozhodla pokácet jeden strom a několik dalších prořezat.